# Na kraj sveta
Na kraj sveta (russisk: На край света…) er en sovjetisk spillefilm fra 1975 af Rodion Nakhapetov.

## Medvirkende
- Vadim Mikhejenko som Volodja
- Vera Glagoleva som Sima
- Vladimir Zeldin
- Elza Lezjdej
- Pjotr Glebov som Vasja